# Plast (musikgrupp)
Plast var ett svenskt Stockholmsbaserat experimentellt punk- och industriband som spelade tillsammans mellan 1979 och 1981. Bandet bildades av Magnus Gehlin på synt och bandspelare och Olle Borg på gitarr, tillsammans med Aldo Morot (Peter Gartz) på sång. Josef Zetterman spelade bas och efter deras första spelning, på Musikverket‚ där Aldo läste ur en telefonkatalog, tillkom även Sven Ohlman på elfiol. Istället för trummor skapade de taktslingor på rullbandspelare som klipptes ihop för att gå i takt. Under 1979 gjorde de flera spelningar på bland annat Musikverket, Oasen, och på Kungsholmens Gymnasium. De spelade även förband till Ebba Grön på en konsert i Humlegården, konserten gick under rubriken "Inge Val för att övertyga anarkister att inte gå att rösta detta valår. Sista konserten skedde på Galleri Med Mera på Söder i Stockholm. De har släppt EP:n En eventuell morgondag på Stranded Rekords som spelades in 22 september 1979 i Studio Alfa utanför Stockholm.

## Diskografi
- EP: En eventuell morgondag – Fabrik - I köket desperat - Dagisbarn. (Stranded Rekords REK 002 –80)